# 韋爾梅特角
63°47′S 57°19′W / 63.783°S 57.317°W
韋爾梅特角（英語：Cape Well-met）是南極洲的島嶼，位於特里尼蒂半島以南，處於維加島北部，由瑞典探險隊發現和命名，現時由南極條約體系管理。